# یواس‌اس ساندسکی (پی‌اف-۵۴)
یواس‌اس ساندسکی (پی‌اف-۵۴) (به انگلیسی: USS Sandusky (PF-54)) یک کشتی بود. این کشتی در سال ۱۹۴۳ ساخته شد.